# Naturdenkmal Bornhalmscher Steinbruch

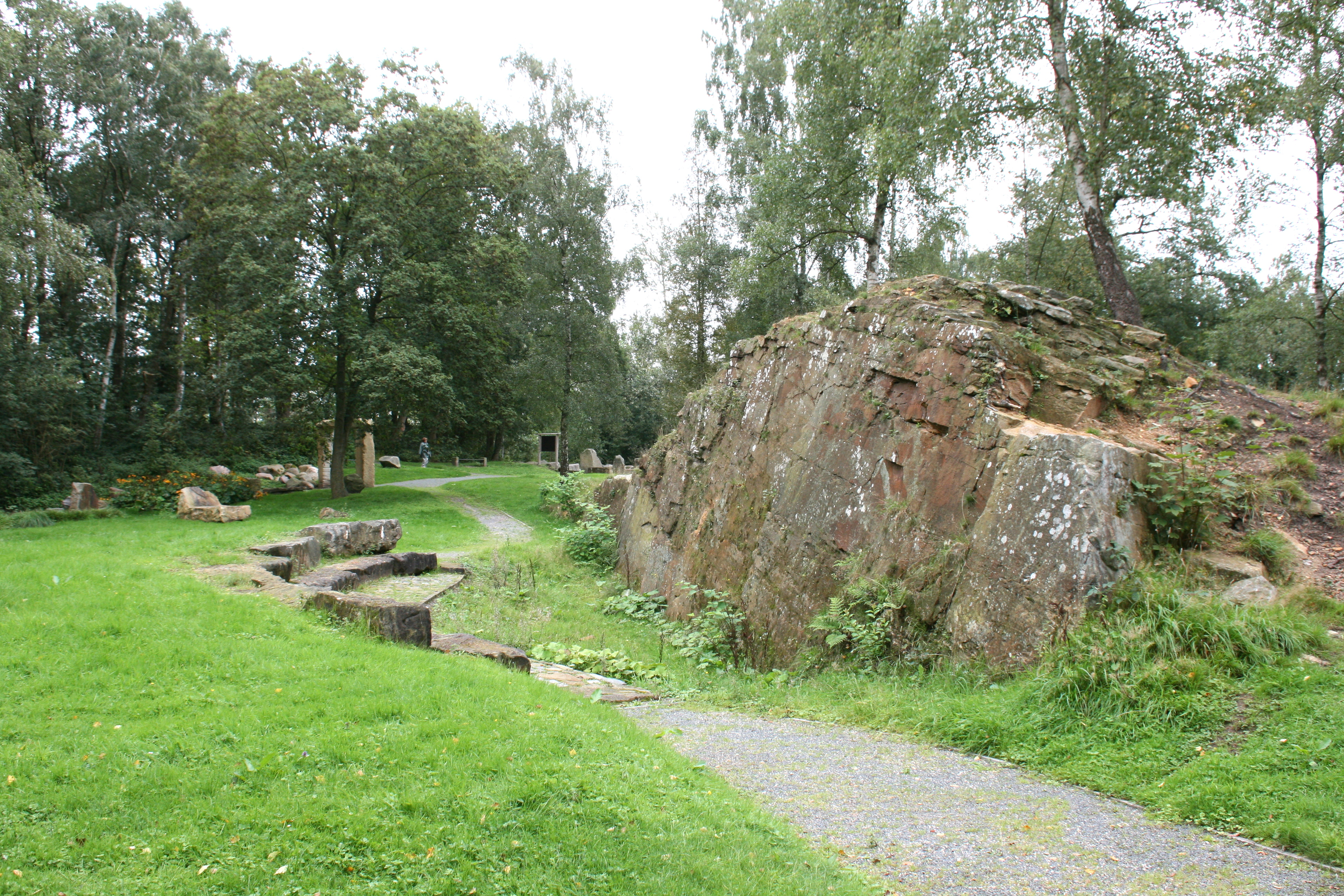
Naturdenkmal Bornhalmscher Steinbruch

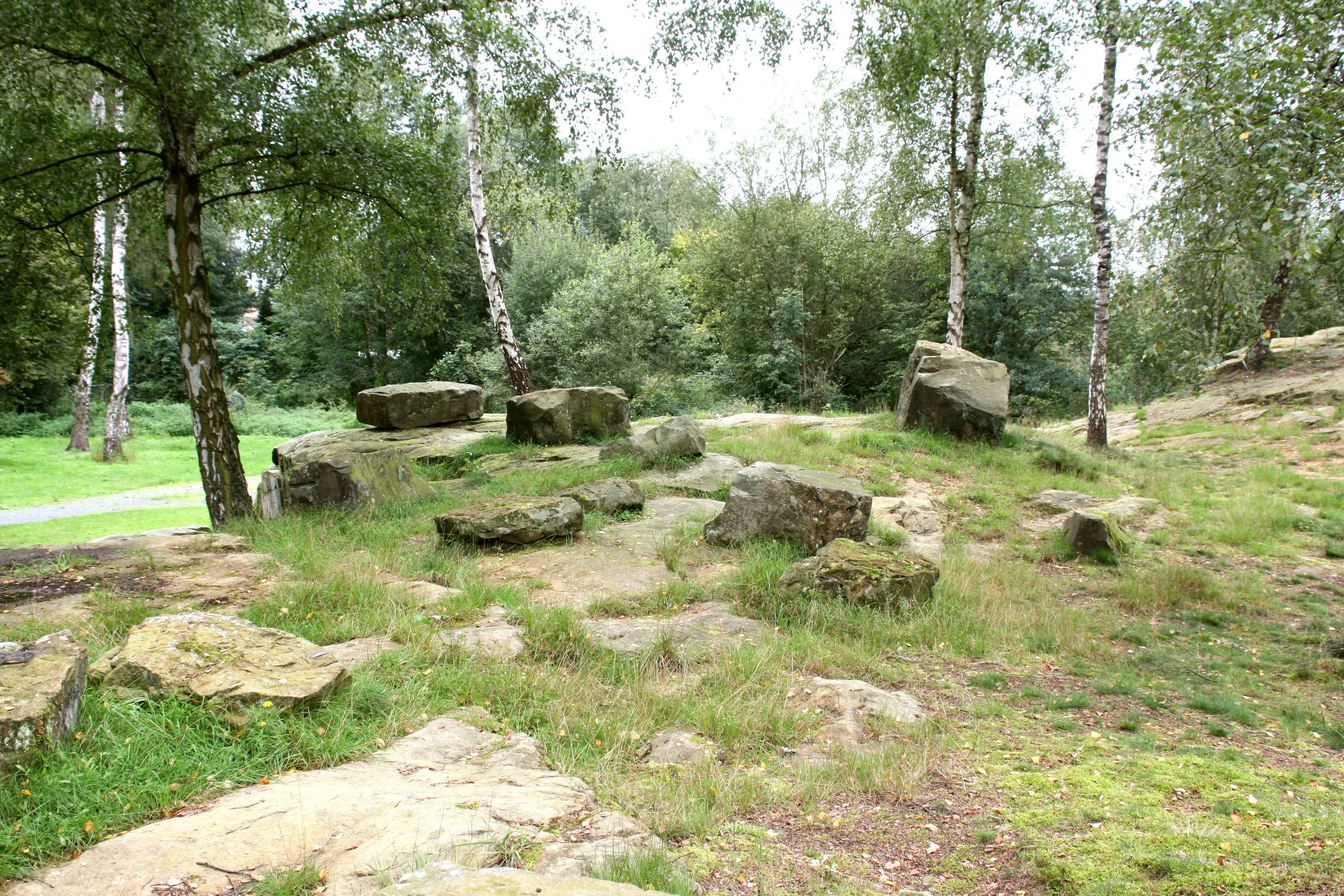
Naturdenkmal

Das Naturdenkmal Bornhalmscher Steinbruch ist ein im 1982 vom Landkreis Grafschaft Bentheim ausgewiesenes Naturdenkmal (ND) mit ungefähr 9 ha Flächengröße. Das ND mit Nr. ND NOH 00012 liegt am nördlichen Rand der Bebauung von Gildehaus im Stadtgebiet von Bad Bentheim. Der ehemalige Steinbruch ist auch als Geotop Geologisches Freilichtmuseum in einem auflässigen Steinbruch im Bentheimer Sandstein (Nr. 3608/01) ausgewiesen.  Das Gelände wird auch als Geologisches Freilichtmuseum Gildehaus oder Steinbruch Am Romberg bezeichnet. Es handelt sich um einen ehemaligen Sandsteinbruch, in dem Sandsteine der Unterkreide (Valanginium) abgebaut wurden.
Im Sandsteinmuseum Bad Bentheim kann man sich über Geologie und die historische Bedeutung des Bentheimer Sandsteins informieren.